# Гарсія I (король Леону)
Гарсія I (*García I, бл. 871 —19 січня 914) — перший король Леонського королівства у 910-914 роках.

## Життєпис
Походив з династії Астур-Леон (Альфонсес). Син Альфонсо III, короля Астурії, та Хімени Памплонської. Про молоді роки й освіту інфанта немає відомостей.
У 880 році Гарсія підняв заколот проти батька, але у 884 році його перемогли королівські війська. Після цього Гарсію було запроторено до в'язниці. У 910 році мати Гарсії, об'єднавшись з іншими синами і грандами на чолі із графом Кастилії Муньйо Нуньєсом, організувала змову і повалила Альфонса. Останній вимушений був розділити королівство між синами. При цьому Гарсія отримав землі навколо давньоримського поселення Леон. Воно стало основою Леонського королівства.
У 911 році здійснив військовий похід проти Кордовського емірату, сплюндрувавши околиці Толедо. Того ж року змусив до покори братів, короля Галісії Ордоньйо та короля Астурії Фруелу.
У 912 році за наказом Гарсія I на північному березі Дору були побудовані фортеці Роа, Осма і Сан-Естебан-де-Гормас. У 914 році король здобув важливу перемогу над мусульманами у битві при Арнедо, але незабаром несподівано помер, не залишивши спадкоємців. Леонське королівство успадкував його брат Ордоньйо II.